# Crina Pintea
Crina-Elena Pintea, née Crina-Elena Ailincăi le 3 avril 1990 à Podu Turcului, est une joueuse internationale roumaine de handball qui évolue au poste de pivot.

## Biographie
Pour la saison 2017-2018, elle s'engage avec Issy Paris Hand, pour remplacer Frida Tegstedt et Pernille Wibe.
En août 2018, elle est élue meilleure pivot du championnat, au titre de la saison 2017-2018.
Début décembre 2018, le club Hongrois de Győri ETO KC rachète son année de contrat restante à Paris 92 et lui fait signer un contrat de trois ans.
A l'issue de six mois en Hongrie, elle retourne en Roumanie pour rejoindre le CSM Bucarest.

## Palmarès

### En club
compétitions internationales
- vainqueur de la Ligue des champions en 2019 (avec Győri ETO KC)
- finaliste de la coupe EHF en 2012 (avec HC Zalău)

compétitions nationales
- championne de Hongrie en 2019 (avec Győri ETO KC)
- championne d'Allemagne en 2016 (avec Thüringer HC)
- vainqueur de la coupe de Hongrie en 2019 (avec Győri ETO KC)
- vainqueur de la coupe d'Allemagne en 2016 (avec Thüringer HC)

### Avec la sélection roumaine
championnat du monde
- troisième du championnat du monde 2015

championnat d'Europe
- 4e du championnat d'Europe 2018
- 5e du championnat d'Europe 2016

### Distinctions individuelles
- élue meilleure pivot de la saison du championnat de France 2017-2018[2]
- élue meilleure pivot du championnat d'Europe 2018[5]
- élue meilleure pivot de la Ligue des champions 2019[6]
- élue meilleure handballeuse de l'année en Roumanie : 2019

## Galerie

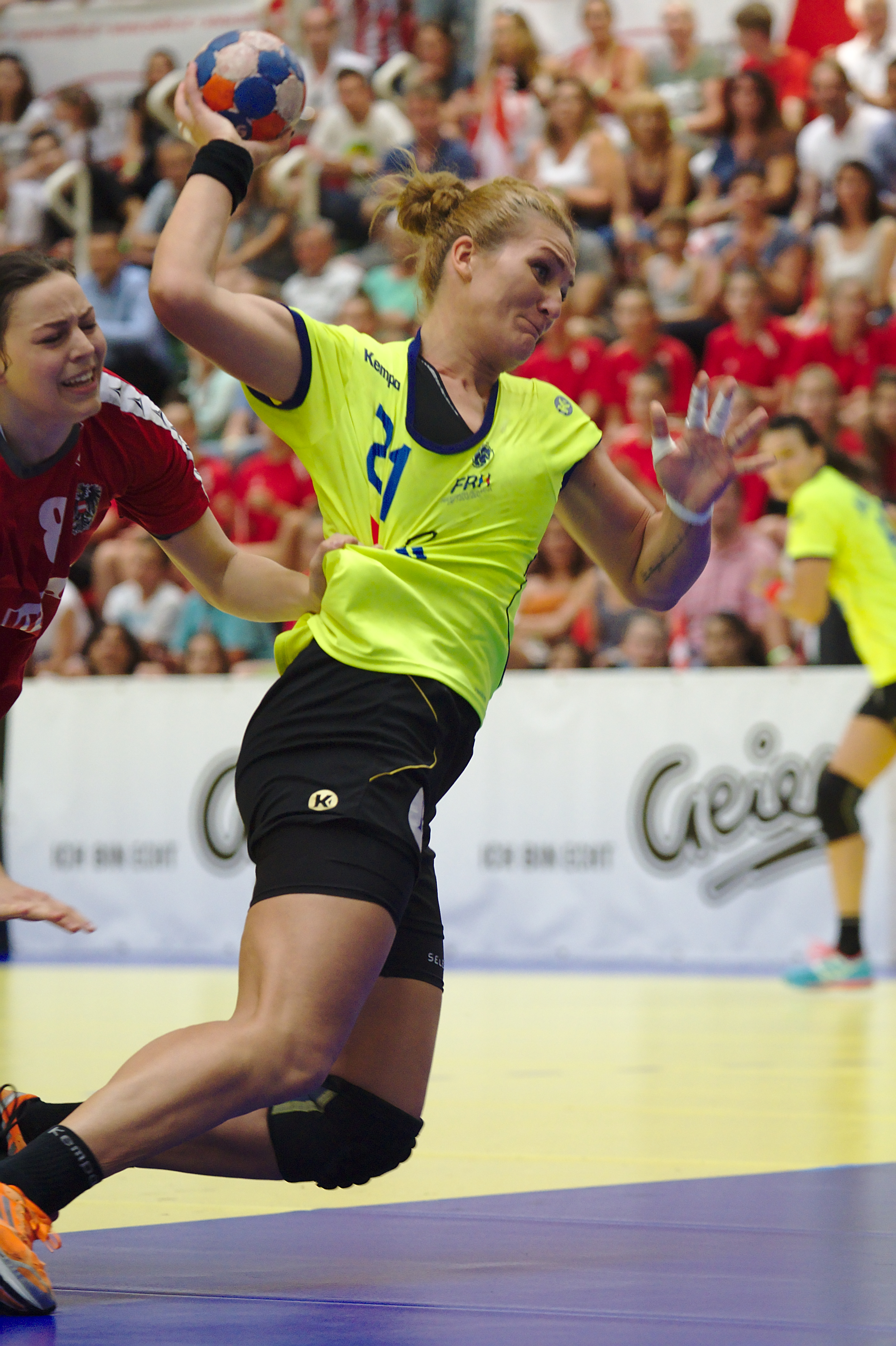
Avec la Roumanie
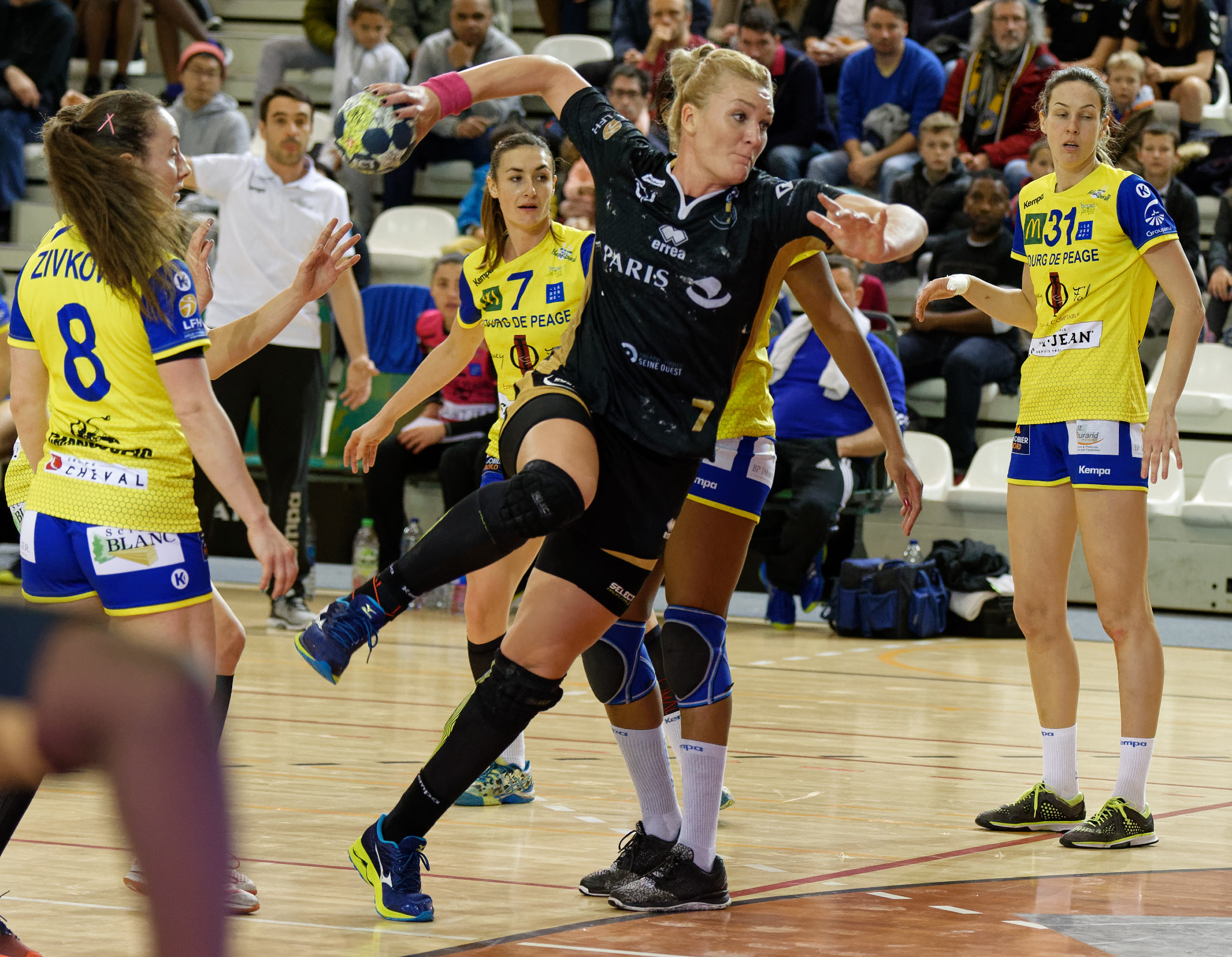
Avec Issy Paris Hand
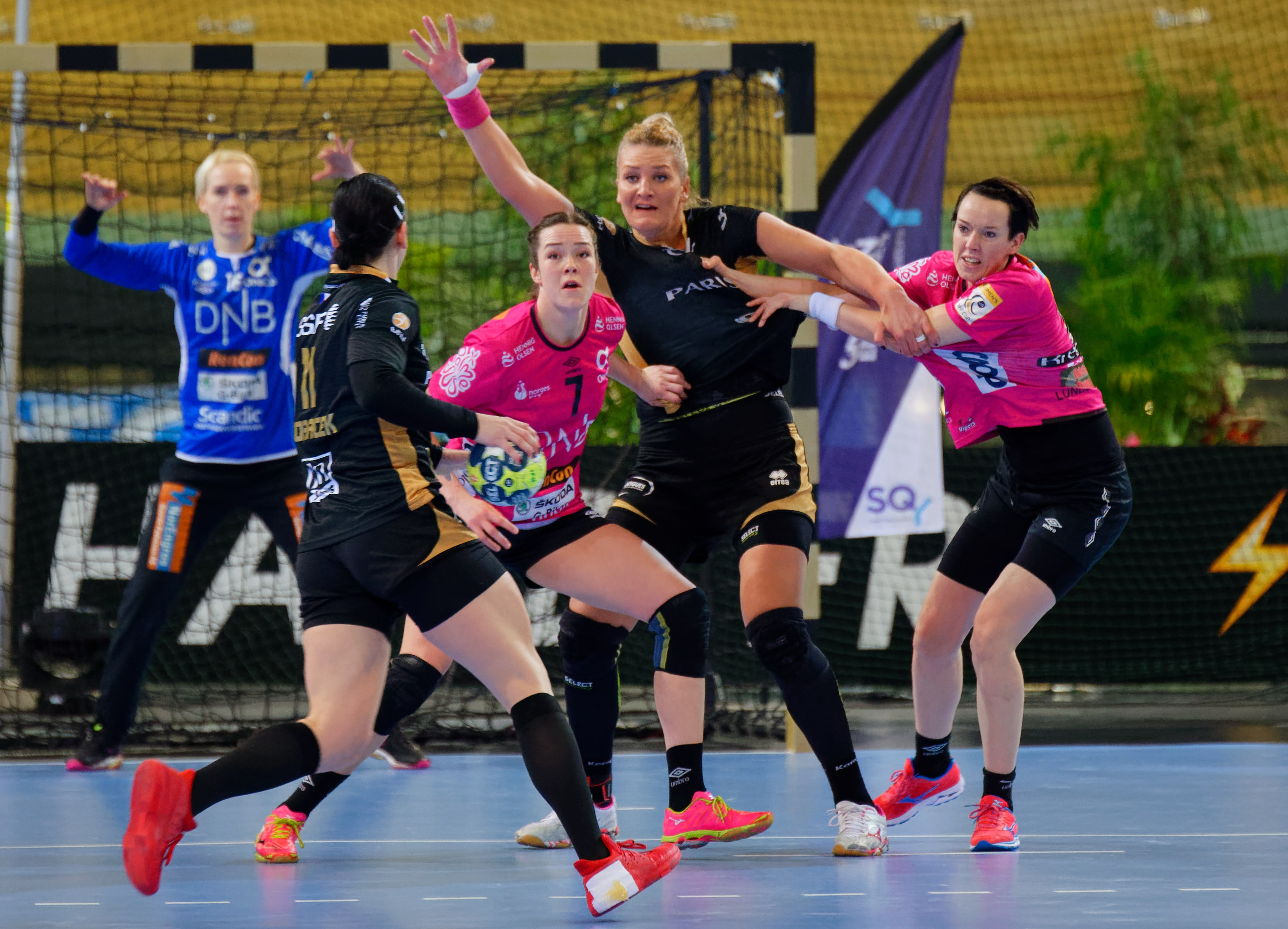
...
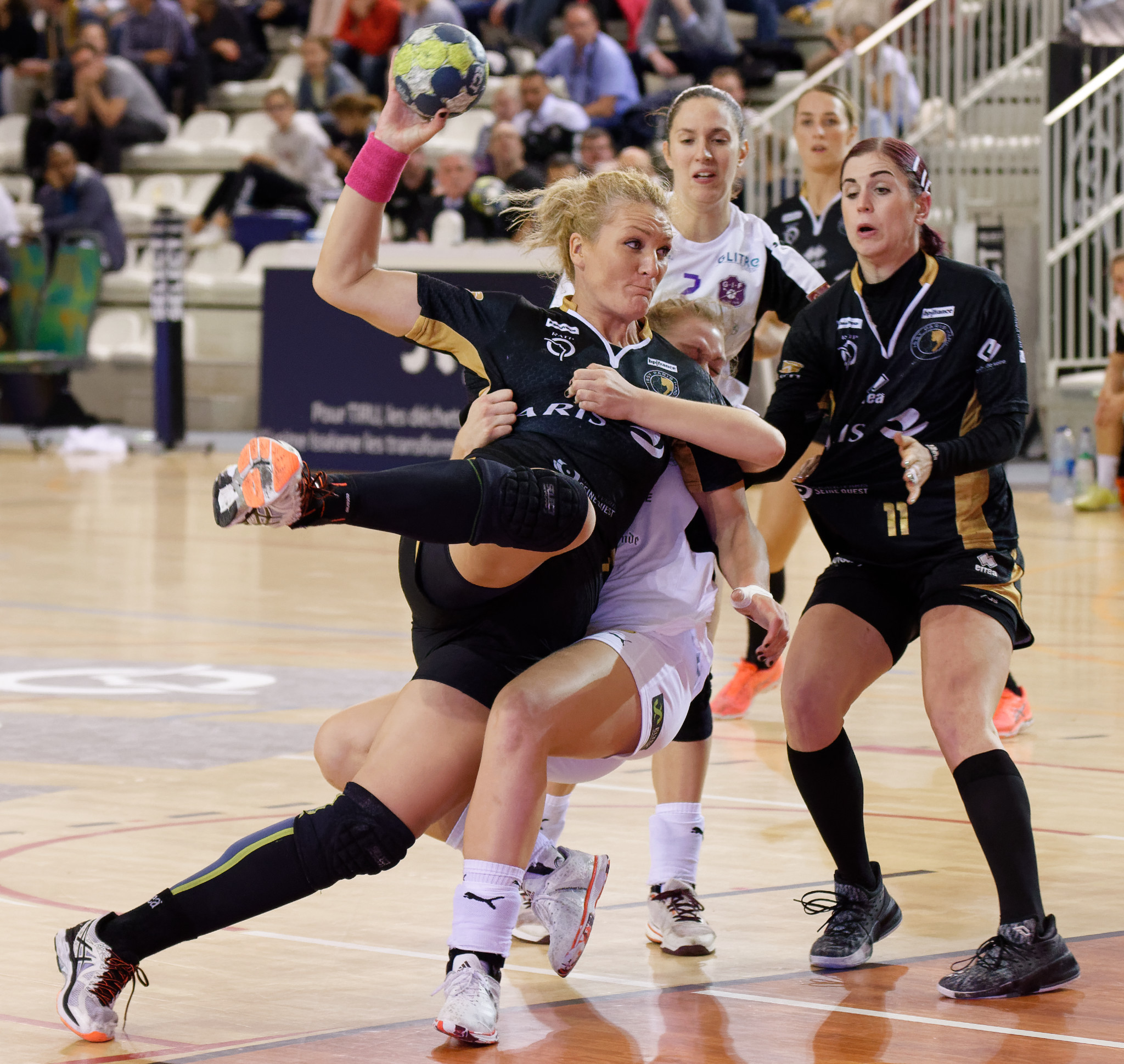
...
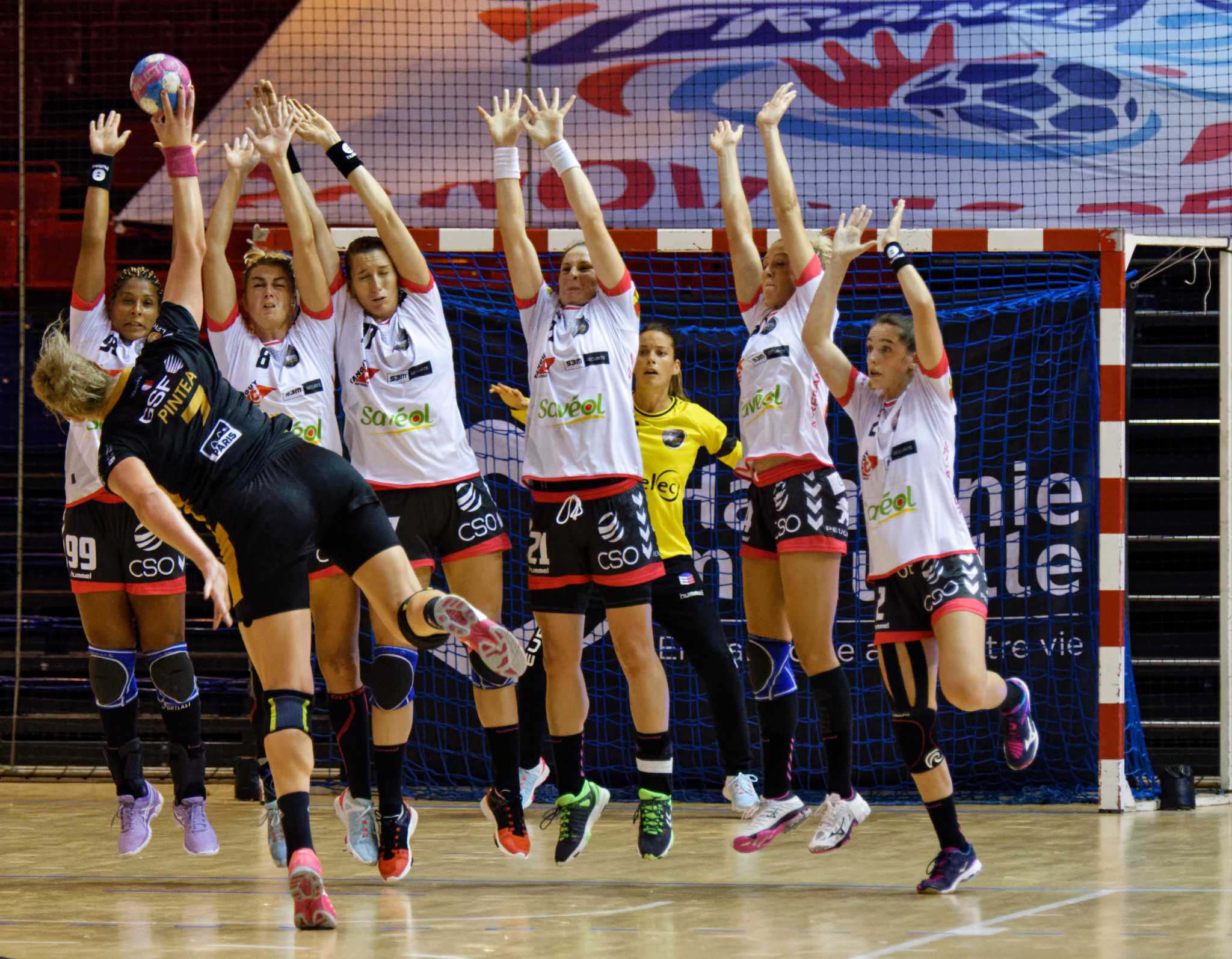
Avec Paris 92